# Joan Petit i Montserrat
|  | Aquest article tracta sobre el filòleg. Vegeu-ne altres significats a «Joan Petit». |

Joan Petit i Montserrat (Barcelona, 1904 - 15 de gener de 1964) fou un filòleg, crític literari, traductor i professor universitari català.
Petit va estudiar Lletres a la Universitat de Barcelona amb mestres com Joaquim Balcells o Carles Riba. El 1934 esdevingué professor de Filologia Clàssica a la Universitat de Barcelona. I també abans de la guerra fou professor de l'Escola de Bibliotecàries. Des de ben jove fou primer col·laborador, i més endavant (1959) membre del consell directiu, de la Fundació Bernat Metge. Ell mateix traduí diversos volums per a la col·lecció de clàssics llatins i grecs. Hi trobem una traducció molt apreciada de Catul, amb Josep Vergés, de 1929; els Discursos de l'orador grec Lisíes i les Arengues de Demòstenes.
Al final de la guerra civil, es va exiliar a França i va perdre la seva plaça de professor, però el 1942 va retornar a Catalunya davant de l'entrada dels nazis a França. Va ser jutjat pel règim franquista i, sense poder tornar a la Universitat, va haver de dedicar-se a l'ensenyament privat i al món editorial. Fou director literari de l'editorial Seix-Barral, amb la qual col·laborà des de 1946 i on tingué un important paper en la creació i publicació de la col·lecció "Biblioteca Breve"; en aquesta col·lecció també publicà traduccions de Marguerite Duras, Alain Robbe Grillet i altres. Durant uns anys després de la seva mort, el premi literari de la "Biblioteca Breve" dugué el nom de "Premio Biblioteca Breve / Juan Petit". El 1950, pogué retornar a la docència universitària com a ajudant de Martí de Riquer, amic seu, que ja l'havia ajudat en el moment del judici. En aquesta etapa feu docència de literatura francesa a més de filologia clàssica.
També es publicà, pòstumament (1968), una traducció seva dels Carmina Burana.
Joan Petit es va casar amb la bibliotecària Margarida Fontserè i Marroig, filla d'Eduard Fontserè, amb qui tingué dos fills, Jordi, advocat i economista, i Núria, traductora. La seva germana Roser estigué casada amb el també filòleg Eduard Valentí i Fiol.